# Patagonische wezel
De Patagonische wezel (Lyncodon patagonicus)  is een zoogdier uit de familie van de marterachtigen (Mustelidae). De wetenschappelijke naam van de soort werd voor het eerst geldig gepubliceerd door de Blainville in 1842.

## Voorkomen
De soort komt voor in Chili en Argentinië.